# Arte frattale

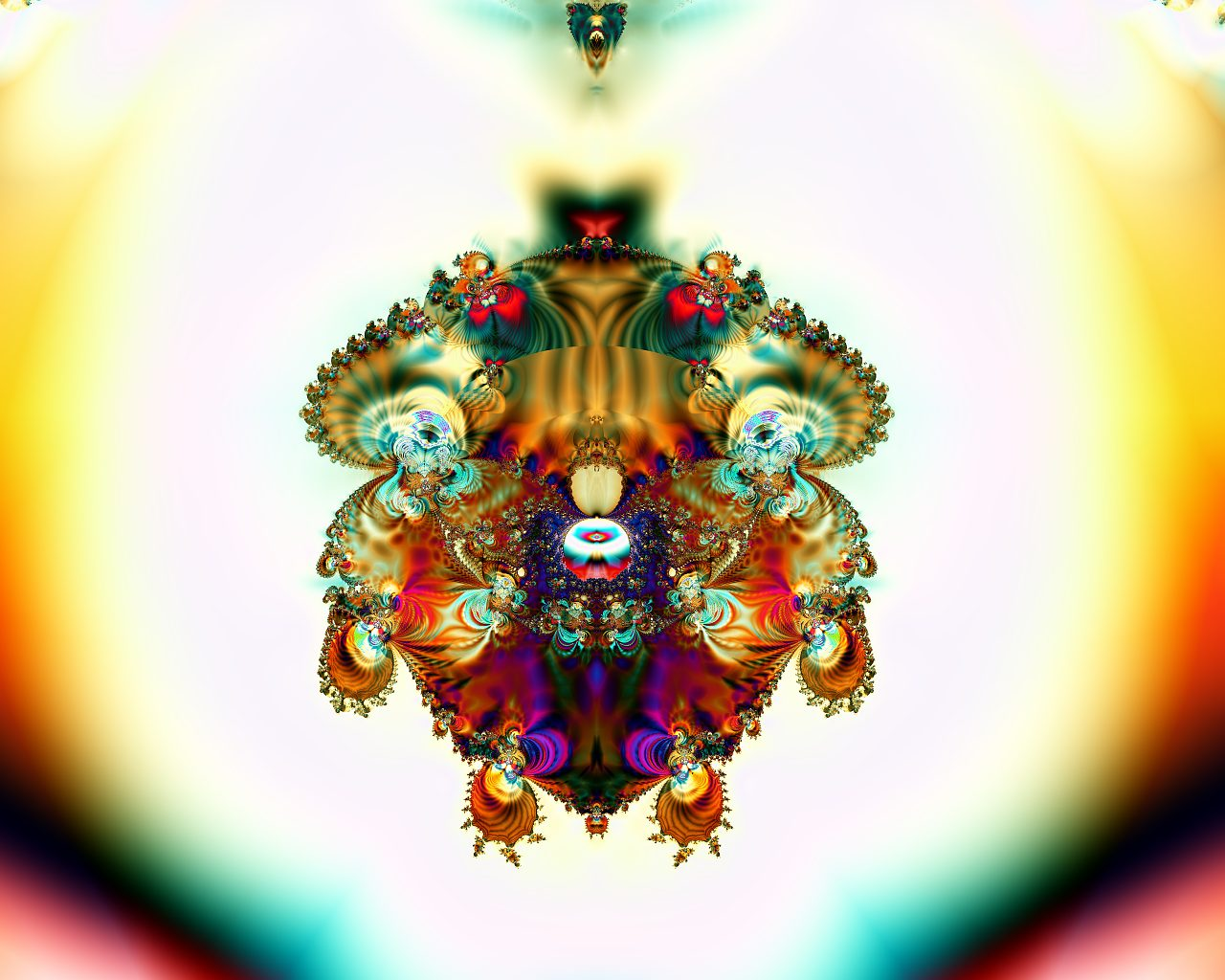
Immagine frattale realizzata con il software Sterling.

L'arte frattale è creata calcolando funzioni matematiche frattali e trasformando i risultati dei calcoli in immagini, animazioni, musica, o altre forme di espressione artistica. Le immagini frattali sono grafici dei risultati dei calcoli, le animazioni frattali sono sequenze di questi grafici. La musica frattale associa ai risultati dei calcoli dei toni musicali o altri suoni. L'arte frattale è creata solitamente con l'ausilio di un computer, al fine di accelerare il processo di calcolo della funzione frattale.

## Classificazione dei frattali

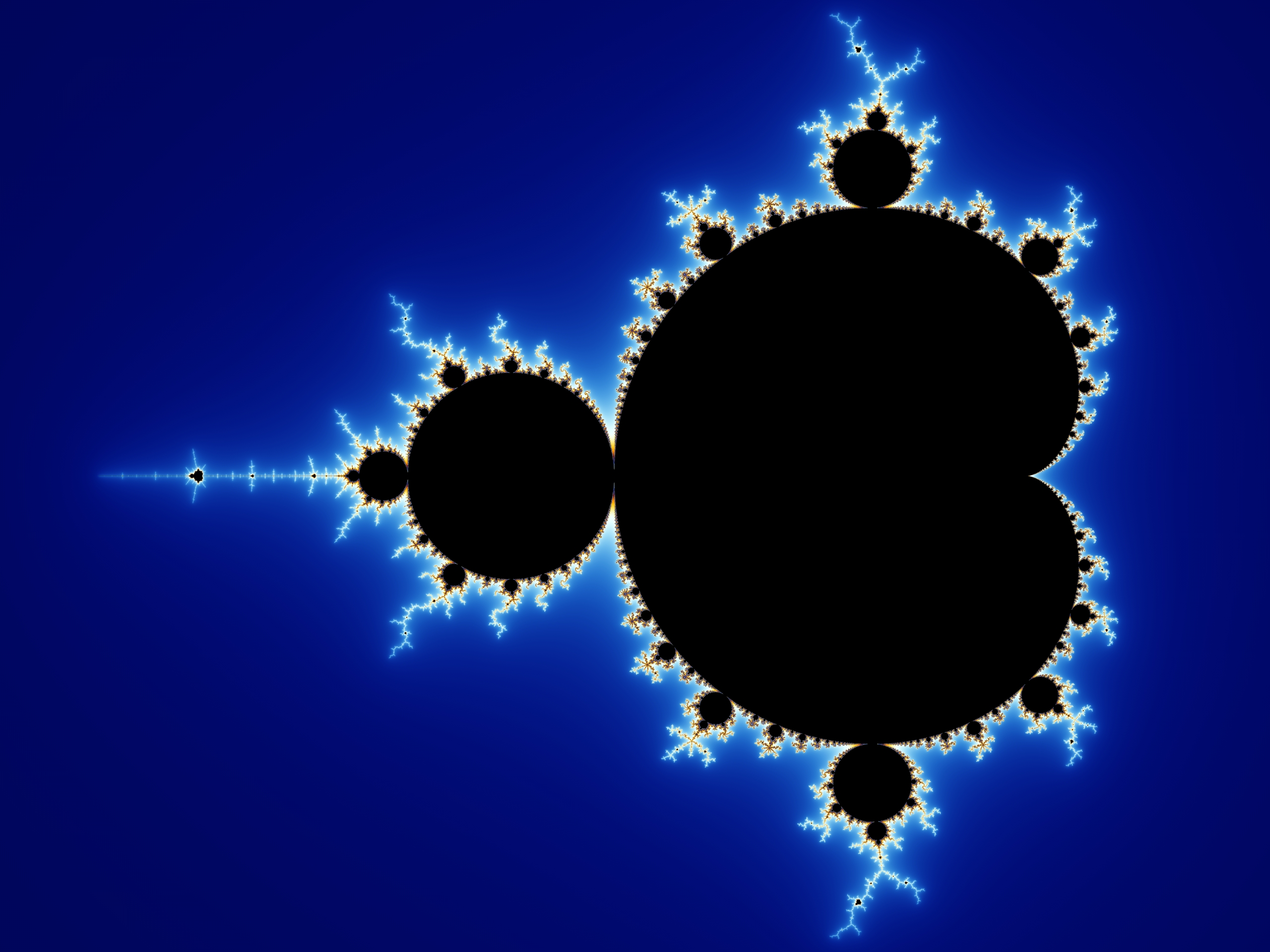
L'insieme di Mandelbrot, un comune esempio di arte frattale.

I frattali possono essere suddivisi in quattro larghe categorie riguardanti l'arte frattale:
- Quelli per cui l'appartenenza di un punto ad un insieme frattale può essere determinata con l'applicazione iterativa di una semplice funzione. Esempi di questo tipo sono l'insieme di Mandelbrot, il frattale di Lyapunov, e il frattale Burning ship.
- Quelli per cui esiste una regola di sostituzione geometrica. Tra gli esempi ci sono la polvere di Cantor, il triangolo di Sierpiński, la spugna di Menger e la curva di Koch.
- Quelli creati con sistemi di funzioni iterate, in particolare le fiamme frattali.
- Quelli che sono generati da processi stocastici invece che deterministici (Es. paesaggi frattali).

Tutti e quattro i tipi di frattali sono stati utilizzati come base per arte e animazione digitali. A partire dai dettagli bidimensionali dei frattali come l'insieme di Mandelbrot, i frattali hanno trovato applicazione artistica in vari campi quali la produzione di tessuti, la simulazione della crescita delle piante, la generazione di paesaggi.
I frattali sono stati anche usati nel contesto degli algoritmi evolutivi del progetto Electric Sheep. I partecipanti ad esso utilizzano come salvaschermo i frattali ottenuti col calcolo distribuito, votando quelli che preferiscono. In questo modo, il server riduce i tratti indesiderabili e aumenta quelli desiderabili, producendo infine un'opera artistica.

## Software per la generazione di immagini frattali

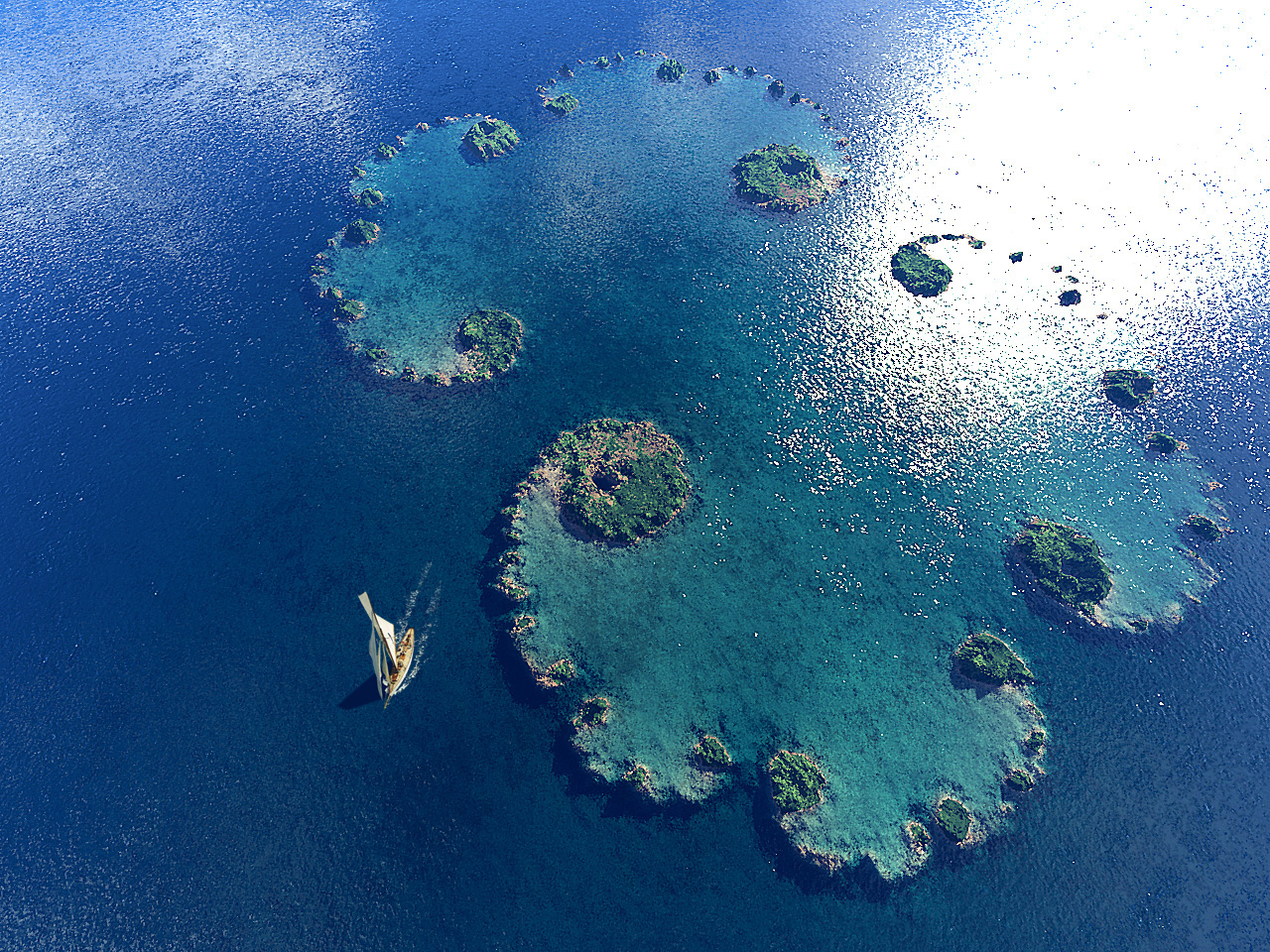
Esempio di paesaggio frattale realizzato con Terragen.

I due più famosi programmi per la creazione di immagini frattali sono probabilmente Ultra Fractal e Apophysis. Quest'ultimo è un generatore di fiamme frattali, il precedente un programma di uso più generale. Durante gli anni novanta, Fractint è stato il software più famoso per la creazione di frattali da PC. Altri due programmi sono Sterling e il più recente Fracty.
La musica frattale è in grado di produrre suoni naturali e delicate melodie più realistici rispetto agli approcci convenzionali. FractMus è un software freeware per la generazione di musica frattale.